# Maximus von Imhof
Maximus von Imhof (Reisbach, 26 de julho de 1758 — Munique, 11 de abril de 1817) foi um físico alemão.

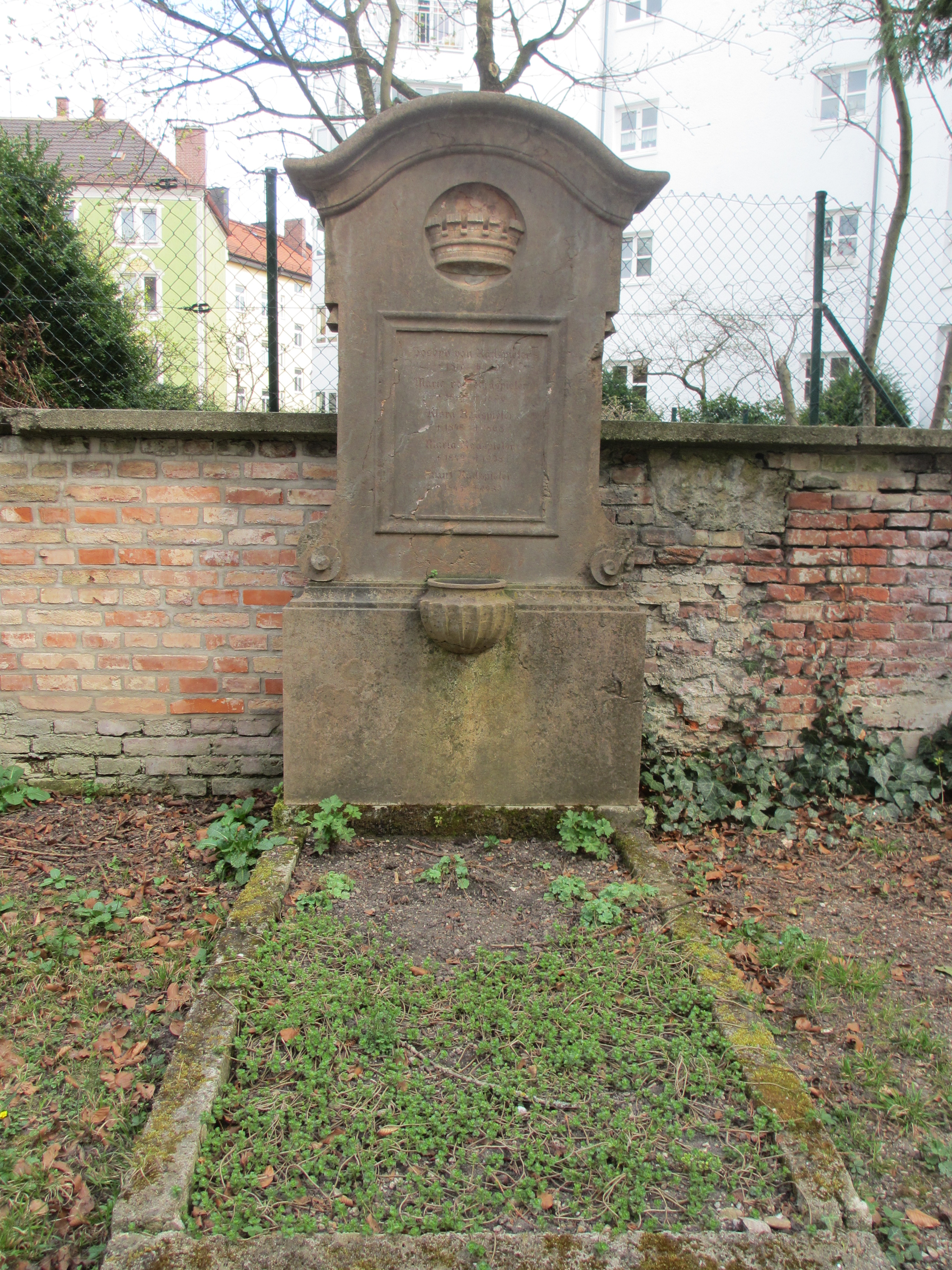
Sepultura de Maximus Imhof no Alter Südfriedhof (Munique)

Atuou no mosteiro de Munique, de 1786 a 1791.